# Blågröna vägen
Blågröna vägen är en internationell turistväg som går genom Bohuslän i Sverige och Östfold i Norge. 

## Sträckning
Håby–Hällevadsholm–riksgränsen vid Vassbotten/Holtet–Halden
I Sverige följs Länsväg 165, och i Norge Fylkesvei 220.